# Vacina contra coqueluche
A vacina contra coqueluche é uma vacina que protege contra a tosse convulsa. Existem dois tipos principais: vacinas de célula inteira e acelulares. A vacina de célula inteira tem eficácia de  78%, enquanto a vacina acelular tem 71-85%. A eficácia das vacinas parece diminuir por entre 2% e 10% por ano, com uma diminuição mais rápida para as acelulares. Vacinar a mãe durante a gravidez pode proteger o bebê. Estima-se que a vacinação salvou mais de 500.000 vidas em 2002.
A Organização Mundial da Saúde e o Centro de Controle e Prevenção de Doenças recomenda que todas as crianças sejam vacinadas contra coqueluche e que ela seja incluída na rotina de vacinação. Isto inclui pessoas que têm HIV/AIDS. Três doses, começando às seis semanas de idade são normalmente recomendadas em crianças jovens. Doses adicionais podem ser dadas a crianças mais velhas e adultos. A vacina está disponível somente em combinação com outras vacinas.
As vacinas acelulares são mais comumente usadas em países desenvolvidos, devido ao número menor de efeitos colaterais. Entre 10 e 50% das pessoas vacinadas com a de célula inteira podem desenvolver vermelhidão no local da injeção e febre. Convulsão febril e longos períodos de choro podem ocorrer em menos de 1% das pessoas. Com a vacina acelular, um breve período de inchaço não  grave do braço pode ocorrer. Efeitos colaterais com os dois tipos de vacinas, mas, especialmente, com a vacina de célula inteira, são menores em crianças. A vacina de célula inteira não deve ser usadas após os sete anos de idade. Problemas neurológicos de longo prazo não estão associados a qualquer tipo.
A vacina foi desenvolvida em 1926. Está na Lista de Medicamentos Essenciais da Organização Mundial de Saúde, os medicamentos mais necessários, eficazes e seguros em um sistema de saúde. Uma versão que inclui também o tétano, a difteria, e a poliomielite  a vacina contra Hib está disponível por atacado em países em desenvolvimento, a um custo de 15.41 dólares por dose de 2014.